# Nagcarlan
Nagcarlan (Bayan ng Nagcarlan) är en kommun i Filippinerna. Kommunen ligger på ön Luzon, och tillhör provinsen Laguna. Folkmängden uppgår till 48 727 invånare.

## Barangayer
Nagcarlan är indelat i 52 barangayer.
| - Abo - Alibungbungan - Alumbrado - Balayong - Balimbing - Balinacon - Bambang - Banago - Banca-banca - Bangcuro - Banilad - Bayaquitos - Buboy - Buenavista - Buhanginan - Bukal - Bunga - Cabuyew | - Calumpang - Kanluran Kabubuhayan - Silangan Kabubuhayan - Labangan - Lawaguin - Kanluran Lazaan - Silangan Lazaan - Lagulo - Maiit - Malaya - Malinao - Manaol - Maravilla - Nagcarlan - Poblacion I (Pob.) - Poblacion II (Pob.) - Poblacion III (Pob.) | - Oples - Palayan - Palina - Sabang - San Francisco - Sibulan - Silangan Napapatid - Silangan Ilaya - Sinipian - Santa Lucia - Sulsuguin - Talahib - Talangan - Taytay - Tipacan - Wakat - Yukos |